# Aucklandobius
Aucklandobius is een geslacht van steenvliegen uit de familie Gripopterygidae. De wetenschappelijke naam van het geslacht werd voor het eerst geldig gepubliceerd in 1909 door Günther Enderlein.

## Soorten
Aucklandobius omvat de volgende soorten:
- Aucklandobius complementarius Enderlein, 1909
- Aucklandobius gressitti Illies, 1974
- Aucklandobius kuscheli (Illies, 1974)
- Aucklandobius turbotti (Illies, 1963)
- Aucklandobius spinger (Tillyard, 1923)